# Grand Prix Formule 1 van Europa 1995
De Grand Prix Formule 1 van Europa 1995 werd gehouden op 1 oktober 1995 op de Nürburgring.

## Uitslag
| Positie | Nummer | Rijder                   | Team               | Ronden | Tijd/Opgave         | Startplaats | Punten |
| ------- | ------ | ------------------------ | ------------------ | ------ | ------------------- | ----------- | ------ |
| 1       | 1      | Michael Schumacher       | Benetton-Renault   | 67     | 1:39:59.044         | 3           | 10     |
| 2       | 27     | Jean Alesi               | Ferrari            | 67     | +2.684              | 6           | 6      |
| 3       | 6      | David Coulthard          | Williams-Renault   | 67     | +35.382             | 1           | 4      |
| 4       | 14     | Rubens Barrichello       | Jordan-Peugeot     | 66     | +1 Ronde            | 11          | 3      |
| 5       | 2      | Johnny Herbert           | Benetton-Renault   | 66     | +1 Ronde            | 7           | 2      |
| 6       | 15     | Eddie Irvine             | Jordan-Peugeot     | 66     | +1 Ronde            | 5           | 1      |
| 7       | 25     | Martin Brundle           | Ligier-Mugen-Honda | 66     | +1 Ronde            | 12          |        |
| 8       | 8      | Mika Häkkinen            | McLaren-Mercedes   | 65     | +2 Rondes           | 9           |        |
| 9       | 23     | Pedro Lamy               | Minardi-Ford       | 64     | +3 Rondes           | 16          |        |
| 10      | 4      | Mika Salo                | Tyrrell-Yamaha     | 64     | +3 Rondes           | 15          |        |
| 11      | 24     | Luca Badoer              | Minardi-Ford       | 64     | +3 Rondes           | 18          |        |
| 12      | 9      | Massimiliano Papis       | Arrows-Hart        | 64     | +3 Rondes           | 17          |        |
| 13      | 21     | Pedro Diniz              | Forti-Ford         | 62     | +5 Rondes           | 22          |        |
| 14      | 3      | Gabriele Tarquini        | Tyrrell-Yamaha     | 61     | +6 Rondes           | 19          |        |
| 15      | 16     | Jean-Denis Délétraz      | Pacific-Ilmor      | 60     | +7 Rondes           | 24          |        |
| NF      | 5      | Damon Hill               | Williams-Renault   | 58     | Spin                | 2           |        |
| NF      | 17     | Andrea Montermini        | Pacific-Ilmor      | 45     | Geen benzine        | 20          |        |
| NF      | 29     | Jean-Christophe Boullion | Sauber-Ford        | 44     | Botsing             | 13          |        |
| NF      | 28     | Gerhard Berger           | Ferrari            | 40     | Elektrisch probleem | 4           |        |
| NF      | 22     | Roberto Moreno           | Forti-Ford         | 22     | Aandrijving         | 23          |        |
| NF      | 30     | Heinz-Harald Frentzen    | Sauber-Ford        | 17     | Spin                | 8           |        |
| NF      | 26     | Olivier Panis            | Ligier-Mugen-Honda | 14     | Spin                | 14          |        |
| NF      | 7      | Mark Blundell            | McLaren-Mercedes   | 14     | Ongeluk             | 10          |        |
| NF      | 10     | Taki Inoue               | Arrows-Hart        | 0      | Elektrisch probleem | 21          |        |

## Wetenswaardigheden
- Gabriele Tarquini verving Ukyo Katayama bij Tyrrell.
- Michael Schumacher stak Jean Alesi voorbij in de laatste ronde.

## Statistieken
| Pole-position | David Coulthard    | Williams-Renault | 1:18.738 |
| Snelste ronde | Michael Schumacher | Benetton-Renault | 1:21.180 |

## Noot
- Dit was de 25ste snelste ronde voor een Duitse coureur.
- Tweede overwinning van de Grote Prijs van Europa voor Michael Schumacher (eerder gewonnen in 1994) en hiermee vestigde hij een nieuw record. Schumacher werd zo de eerste meervoudige winnaar van de Grote Prijs van Europa.

Als eretitel: 1923 (Italië) · 1924 (Frankrijk) · 1925 (België) · 1926 (San Sebastián) · 1927 (Italië) · 1928 (Italië) · 1930 (België) · 1947 (België) · 1948 (Zwitserland) · 1949 (Italië) · 1950 (Groot-Brittannië) · 1951 (Frankrijk) · 1952 (België) · 1954 (Duitsland) · 1955 (Monaco) · 1956 (Italië) · 1957 (Groot-Brittannië) · 1958 (België) · 1959 (Frankrijk) · 1960 (Italië) · 1961 (Duitsland) · 1962 (Nederland) · 1963 (Monaco) · 1964 (Groot-Brittannië) · 1965 (België) · 1966 (Frankrijk) · 1967 (Italië) · 1968 (Duitsland) · 1972 (Groot-Brittannië) · 1973 (België) · 1974 (Duitsland) · 1975 (Oostenrijk) · 1976 (Nederland) · 1977 (Groot-Brittannië)
Als alleenstaande race: 1983 · 1984 · 1985 · 1993 · 1994 · 1995 · 1996 · 1997 · 1999 · 2000 · 2001 · 2002 · 2003 · 2004 · 2005 · 2006 · 2007 · 2008 · 2009 · 2010 · 2011 · 2012 · 2016